# Есиев, Рамзан Накамудинович
Рамзан Накамудинович Есиев — российский спортсмен чеченского происхождения, чемпион Вооружённых сил России по кикбоксингу, обладатель Кубка Евразии по кикбоксингу, обладатель Кубка мира по тайскому боксу, мастер спорта России. Майор полиции Федеральной службы по контролю за оборотом наркотиков и психотропных веществ. Руководитель и главный тренер Федерации тайского бокса Чечни и бойцовского клуба «Грозный». Сертифицированный тренер-эксперт по тайскому боксу, инструктор по рукопашному бою Управления наркоконтроля по Чечни.

## Биография
В 10 лет начал заниматься дзюдо и карате. В 17 лет поехал учиться в Москву, где увлёкся кикбоксингом. В 1994 году победил на чемпионате Москвы по карате, а в 1999 году — на чемпионате Вооружённых сил России по кикбоксингу. В 1999 году выиграл Кубок Евразии по кикбоксингу и Кубок мира по тайскому боксу.
После этого начал выступать в профессиональных поединках. Стал чемпионом Москвы среди профессионалов. Заключил контракт на участие в профессиональных соревнованиях, планировавшихся в Японии. Однако поучаствовать в них не удалось из-за автомобильной аварии. После реабилитации вернулся в Грозный, где создал и возглавил Федерацию тайского бокса Чечни.

## Известные воспитанники
- Токаев, Турпал Аптиевич — боец К-1 и муай-тай, неоднократный чемпион Турции по кикбоксингу, чемпион мира по кикбоксингу и тайскому боксу.
- Казбек Зубайраев — победитель первенства мира, чемпион мира, трехкратный чемпион России по тайскому боксу[2].
- Сурхо Ханбахадов
- Эмиев, Арби Асланбекович